# Beyond Space
Beyond Space est un jeu vidéo de combat spatial développé par Silesia Games et édité par Bulkypix, sorti en 2014 sur iOS, Android, Windows et Mac OS.

## Accueil
- TouchArcade : 3,5/5[1]